# Výtlak
Výtlak v mechanice tekutin je vytlačení, nahrazení tekutiny nějakým tělesem. U lodí se podle množství vytlačené vody určuje hmotnost plavidel.

## Archimedův zákon
Těleso, které je zcela ponořeno do tekutiny, vytlačí stejné množství tekutiny jako činí jeho objem. Podle Archimédova zákona je ponořené těleso nadlehčováno silou, která má stejnou velikost jako tíha vytlačené tekutiny.

## Výtlak jako ukazatel velikosti plavidel
Podle Archimédova zákona vytlačí loď plující na hladině takové množství vody, jehož hmotnost odpovídá přibližně hmotnosti lodě (hmotnost vytlačeného vzduchu nad hladinovou částí se zanedbává). Výtlak tak lze použít jako měřítko velikosti lodí a to jak válečných, tak osobních a nákladních. U osobních a nákladních lodí se k posouzení velikosti používá též prostornost, která bývá s výtlakem mylně zaměňována.
Podle podmínek, za kterých byl výtlak určen, se rozlišuje několik druhů výtlaků (takže samotný pojem „výtlak“ bez upřesnění ztrácí vypovídací hodnotu), přičemž podmínky měření výtlaku se mohou v jednotlivých námořnictvech lišit:
Lehký výtlak
Podle US Navy (v roce 1942) se jednalo o hmotnost dokončené lodě s instalovaným veškerým vybavením a pohonem, ale bez nákladu, paliva, zásob, cestujících, posádky a jejich příslušenství. V obchodním loďstvu se do lehkého výtlaku počítá voda v kotlích a maziva ve strojích, zatímco u válečných lodí se jedná o „suchý“ stav: bez vody a bez maziv.
Japonské císařské námořnictvo definovalo lehký výtlak obdobně jako US Navy (bez vody a maziv), ale započítávalo do něho osobní věci posádky a uskladněné oděvy. Od počátku období Šówa byl lehký výtlak definován v metrických tunách.
Standardní výtlak
definován washingtonskou konferencí v roce 1922 jako hmotnost dokončené lodě s plnou posádkou, s motory a vybavením, připravené k vyplutí na moře a to včetně výzbroje a munice, vybavení, výstroje, zásob a pitné vody jako za válečného stavu, ovšem bez paliva a náhradní vody do kotlů.
Washingtonskou konferencí definován v imperiálních tunách, ale například japonské císařské námořnictvo jej někdy uvádělo i v metrických tunách.
Normální výtlak
používán Royal Navy od které jej převzalo japonské císařské námořnictvo. Byl definován jako hmotnost dokončené lodě s plnou posádkou, s motory a vybavením, připravené k vyplutí na moře s 1/4 paliva, 1/2 maziv, letadel, potravin a pitné vody, bez náhradní vody do kotlů, 3/4 munice, 2/3 oděvů a spotřebních materiálů. Byl definován v imperiálních tunách.
⅔ zkouškový výtlak (⅔公試状態 ⅔ kóši džótai)
zaveden japonským císařským námořnictvem počátkem éry Šówa. Odpovídal normálnímu výtlaku, ale se 2/3 paliva, maziv, náhradní vody pro kotle, pitné vody a zásob potravin a s plnou zásobou munice a torpéd, letadel a oděvů. Byl definován v metrických tunách.
Plný výtlak
maximální hmotnost plně naložené dokončené lodě s plnou posádkou, s motory a vybavením, připravené k vyplutí na moře.
od počátku období Šówa byl plný výtlak (満載状態 mansai džótai) definován v císařském námořnictvu v metrických tunách.
Nosnost plavidel (deadweight) je definována jako funkce výtlaků: rozdíl plného a lehkého výtlaku, a uvádí se v tzv. deadweight ton (zkratky DWT, D.W.T., d.w.t. nebo dwt).